# Canale 9
Canale 9 è un'emittente televisiva napoletana a diffusione regionale.
La rete televisiva è trasmessa a Napoli nelle altre province campane (Caserta, Salerno, Benevento, Avellino) più la zona della Puglia confinante con la Campania. La sede di Canale 9 si trova in via Nicotera, a Napoli.

## Storia
L’emittente nasce per iniziativa del dottor Casillo con la denominazione di Tele Casoria nel 1977. la sua prima sede è in via San Benedetto 21 a Casoria. Tele Casoria irradia i suoi programmi dal canale UHF 44.
Nel maggio 1980 viene rilevata dall’ingegner Pietrangelo Gregorio, fondatore della prima TV privata italiana, la Telediffusione Italiana Telenapoli, nel 1970. Gregorio ribattezza l’emittente Tele Oggi e trasferisce la sede presso il Circolo del Medico a Posillipo, in piazza Salvatore Di Giacomo.
Il primo compito per Gregorio fu quello di lanciare l’emittente che non solo aveva cambiato denominazione, ma anche rotta: vennero stampate e distribuite gratuitamente 300.000 cartoline con le immagini de I Fatebenefratelli, duo comico napoletano in voga al tempo, che invitavano a “collaborare” esprimendo giudizi e proposte sull’imminente Festa di Piedigrotta e sui carri allegorici che Gregorio aveva fatto costruire insieme al gruppo di Aminto Cesarini. Inviando la cartolina a Tele Oggi gli utenti avrebbero partecipato al sorteggio giornaliero di ricchi premi con estrazione in diretta. Moltissime furono le ditte che offrirono premi in cambio di pubblicità, e il riscontro del pubblico fu molto positivo.
I programmi della prima Tele Oggi furono: 
- Il medico di famiglia, condotto dal dottor Giovanni Maniscalco
- Filo Diretto, condotto da Pietrangelo Gregorio
- Hyde Park, tradotto in napoletano dal dottor Ottorino Catani (proprietario degli studi dell'emittente) “Voce 'e Popolo”
- La Torre, La Mela ed Il Primo Bacio, condotto da Mario Spadafora
- La Voce dei Quartieri, una trasmissione condotta da Aldo Mantrisi

Oltre a rubriche varie e a un TG locale. Direttore dei programmi e responsabile del palinsesto è Vittoria Ascione. Fra gli ospiti dell’emittente, si ricordano Ugo Tognazzi, Monica Vitti, Philippe Leroy, Michele Placido, Sandra Milo, Michele Prisco, Domenico Rea e Gerardo Marotta. 
Successivamente alla Festa di Piedigrotta del 1980, Gregorio cercò l’apporto di nuovi capitali e divenne socio dell’ingegner Nicola De Piano, proprietario della squadra Napoli Basket. Con l’ingresso di De Piano, i programmi di informazione, cultura, arte e sport vennero affidati allo staff di De Piano con la direzione affidata alla dottoressa Carla Visone, mentre rimasero al Gregorio Filo Diretto, La Voce dei Quartieri, Hyde Park e i programmi musicali.
Nell’ottobre 1981 Tele Oggi è in grado di effettuare trasmissioni televisive in stereofonia, anticipando la RAI. In questi anni, la sede viene trasferita in via delle Repubbliche Marinare 495, quartiere Barra, e l’allarga l’area di copertura a tutta la Regione trasmettendo su frequenze aggiuntive. 
A metà degli anni 80', Gregorio dà vita a una nuova emittente e abbandona Tele Oggi; che rimane in gestione a Nicola De Piano e a Carla Visone. In questo periodo, l’emittente si concentra sull’informazione locale e sullo sport. 
L’emittente manda in onda:
- Buongiorno Città, condotto da Marilù D’Amore
- 60 Minuti, a cura di Roberto D’Antonio
- Vanity, di Federica Marchetti
- Campania Sera, Telegiornale serale
- Tutti in campo, condotto da Antonio Corbo con la partecipazione di Italo Allodi; programma cult nel periodo del Napoli di Maradona.

oltre che incontri di basket e di calcio. Direttore è Vincenzo Coppola. Tele Oggi è anche l’unica emittente accreditata a riprendere Papa Giovanni Paolo II in visita a Napoli.
Nella primavera del 1986 l’emittente subisce un attentato incendiario. Per un certo periodo l’emittente si affilia alle syndication Odeon, prima, e TivuItalia, poi, ma questi esperimenti durano poco.
Nel corso degli Anni 90', Vincenzo Coppola dà vita a una serie di trasmissioni comiche che riscossero un enorme successo. Tra queste si ricordano TeleGaribaldi, Funikulì Funikulà, che hanno lanciato tantissimi comici tra cui molti che collaborano con le reti televisive nazionali (Alessandro Siani, I Ditelo Voi, Rosalia Porcaro, Antonio e Michele), Tamarradio condotto da Tony Tammaro, Ciakkati, Villaggio FregaTour e Fuori corso, vincitore in tempi recenti di diversi premi per sit-com televisive. 
Tutti in campo, il programma giornalistico sportivo dedicato alle gare del Napoli,continua ad essere trasmesso. Negli anni 2000, il commento è però affidato al giornalista Carlo Alvino.
Nel 1999, Tele Oggi cambia denominazione in Canale 9 - Teleoggi, diventando solo Canale 9 nei primi anni 2000. La società proprietaria ha ancora il nome originale.
Nel dicembre del 2009 Canale 9 ottiene dal Ministero delle Comunicazioni una concessione regionale a trasmettere sul canale UHF 42. L'anno successivo, nello stesso mese del 2010, con l'introduzione della LCN regolamentata dall'AgCom in Campania, a Canale 9 è attribuita la posizione di prestigio LCN 10, ovvero risulta la prima emittente locale presente in lista.
Dal 2016 fa parte del circuito nazionale 7 Gold.
Dal 2022, in occasione dello spostamento delle frequenze per il passaggio allo standard DVB-T2, la sua posizione nell'LCN cambia: dalla posizione 10 passa alla posizione 12, scambiandosi con l'emittente Canale 21.
Nel 2024 il sito web viene rinnovato, e il 16 settembre il TG9 viene rinnovato in 9 News (mantenendo lo stesso titolo) con una nuova sigla, grafica e studio.

## Nascita di Levante TV
Con il passaggio della Campania al sistema di trasmissione digitale, l'editore di Canale 9, TeleOggi S.p.A., utilizzando alcune frequenze ridondanti, costituisce un secondo operatore di rete, denominato Levante TV, oltre quello derivante dalla rete analogica di Canale 9, ed operante esclusivamente nelle province di Napoli e Benevento sulla frequenza UHF 64. 
Il canale Levante TV di fatto è semplicemente la catch-up TV di Canale 9, ovvero si limita a ritrasmettere la programmazione del canale principale in orari differenti. Il canale è trasmesso, con LCN 173, su entrambi i multiplex del gruppo.

## Palinsesto

### Spazi informativi
- 9 News

### Serie TV
- Fuori corso
- Bed & Breakfast
- Tutti a casa

### Programmi sportivi
- Il Ritiro di Mattina[3]

### Programmi
- TeleGaribaldi
- Funikulì Funikulà
- Tamarradio
- Villaggio Fregatour
- L'Emigrante
- Comica
- Tutti in campo
- Goal Show
- Impupazzati
- Il medico di famiglia
- Filo diretto
- Campania Sera

## Canali televisivi (For Tv)
| LCN | Canale          | Note          |
| --- | --------------- | ------------- |
| 75  | TVA             | FTA (HEVC HD) |
| 79  | CalcioNapoli 24 | FTA (HDTV)    |
| 80  | Nuvola TV       | FTA (HDTV)    |
| 81  | TELEISCHIA      | FTA           |
| 82  | LIFE ZONE       | FTA           |
| 84  | RADIO CRC TV    | FTA (HDTV)    |
| 88  | Eduardo         | FTA           |
| 95  | Canale 95 event | FTA           |
| 99  | Campi Flegrei   | FTA           |

## Copertura
Questa lista è suscettibile di variazioni e potrebbe essere incompleta o non aggiornata.

| Frequenza | Postazioni                             |
| --------- | -------------------------------------- |
| UHF 42    | Monte Faito (NA)                       |
| UHF 42    | Camaldoli (Napoli)                     |
| UHF 42    | Monte Montone (Caserta)                |
| UHF 42    | Caiazzo (CE)                           |
| UHF 42    | Masso della Signora (Salerno)          |
| UHF 42    | Perdifumo - Punta della Carpinina (SA) |
| UHF 42    | Montevergine (AV)                      |
| UHF 42    | Camposauro (BN)                        |
| UHF 42    | Quarto (NA)                            |
| UHF 42    | Anacapri (NA)                          |
| UHF 42    | Gioia Sannitica (BN)                   |
| UHF 42    | Castel Campagnano (CE)                 |
| UHF 42    | Santa Maria a Vico (CE)                |
| UHF 42    | Airola (BN)                            |
| UHF 42    | Cava de' Tirreni (SA)                  |
| UHF 42    | Fisciano - Villa - Pizzolano (SA)      |
| UHF 42    | Monte di Chiunzi (SA)                  |
| UHF 42    | Siano (SA)                             |